# 구리옙스크 (케메로보주)
구리옙스크(러시아어: Гу́рьевск)는 러시아 케메로보주에 위치한 도시로, 인구는 24,817 명(2010년 기준)이다.
1815년에 신설되었고 1938년 시로 승격되었다. 케메로보로부터 동남쪽으로 195km 떨어진 곳에 위치한다.